# 蒲阳站
蒲阳站是成汶铁路上的一座铁路车站，位于四川省成都市都江堰市灌口街道通站路，隶属于成都局集团绵阳车务段。车站现仅办理货运业务，不办理客运业务。

## 概况
车站站场呈西北—东南走向，呈曲线型。站场设股道3条（其中正线1股，侧线2股），站房设于线右，有站台1座。车站上下行区间均为单线，区间及站内均未电气化。车站上行咽喉建有拉法基水泥有限公司专用线。
车站建立初期，曾名灌县站，后改名为都江堰站，因成灌铁路通车而最终改为蒲阳站现名。

## 历史
- 1960年10月20日，铁路通车[2]
- 1960年11月5日，车站开办临时运营
- 1961年，车站正式营业
- 1995年，车站按二等站规模进行扩建[3]
- 2003年，拉法基水泥有限公司铁路专用线通车
- 2010年5月，车站改为今名

## 图片

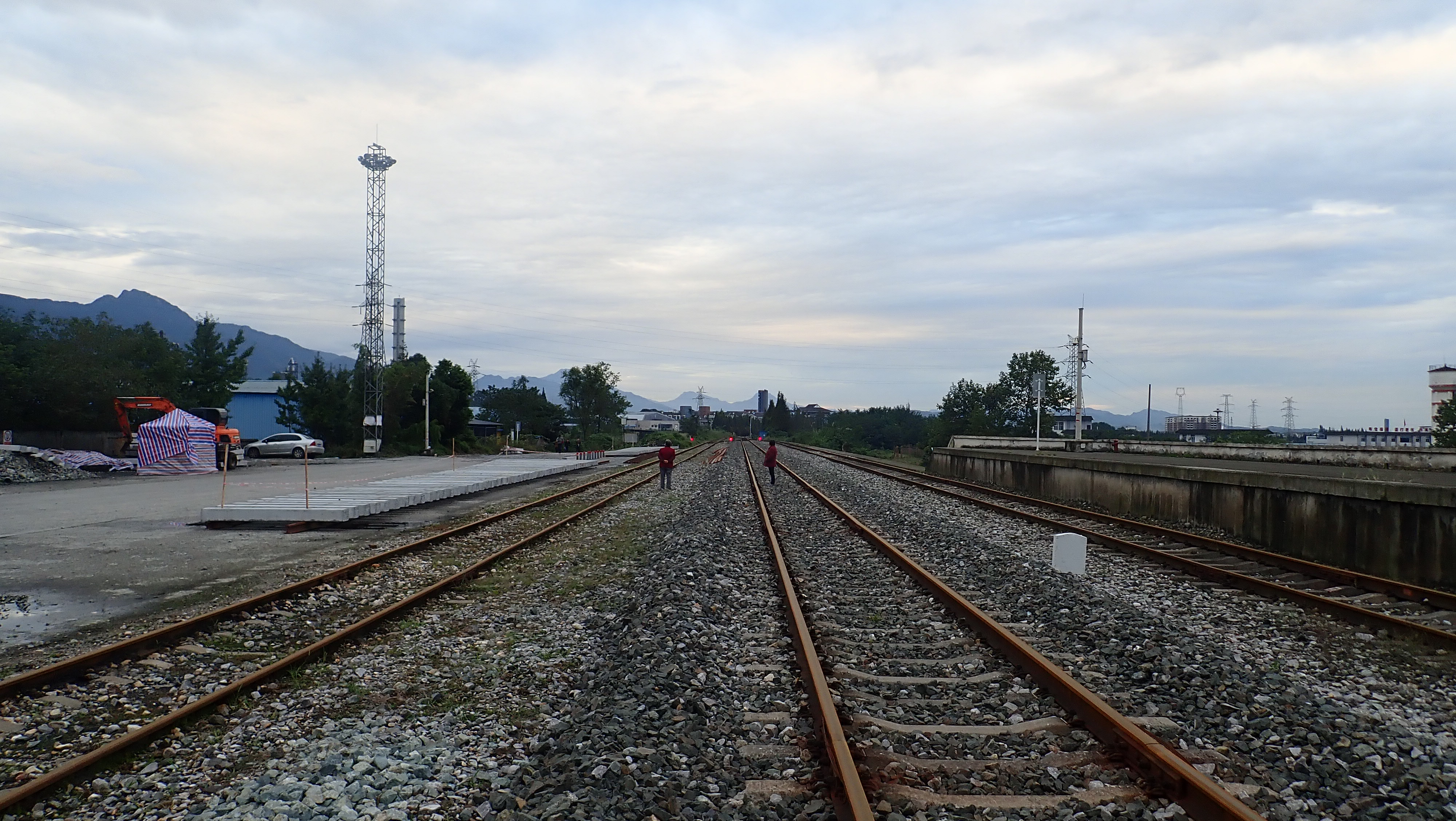
2018年，车站站场北望
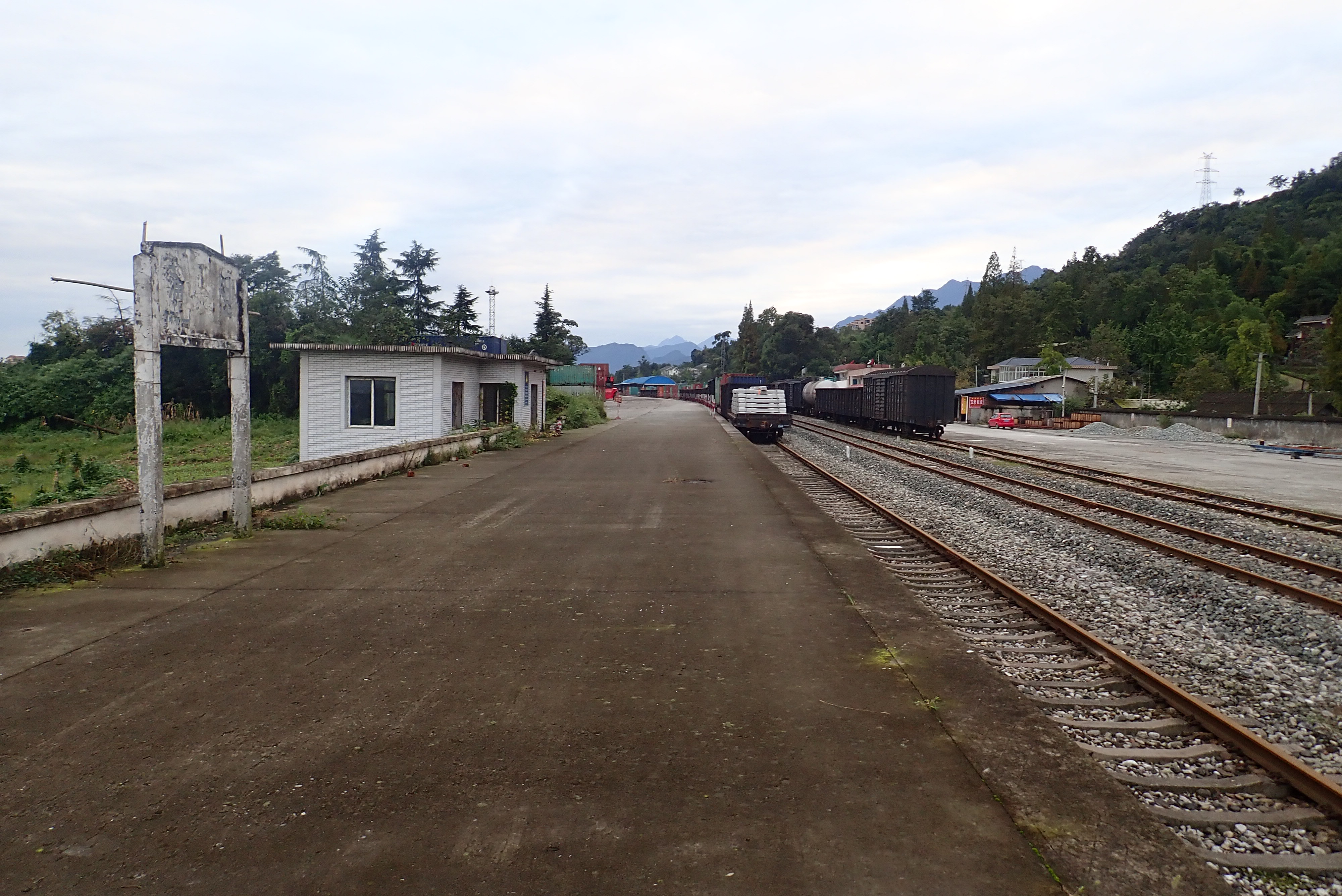
2018年，车站站场南望